# Patriziat (Kempten)
Das Patriziat der Reichsstadt Kempten, die in der „Burgerstube“ zusammengefassten Patrizier-Familien, stellte neben den Zünften das Machtzentrum der Reichsstadt Kempten bis zur bayerischen Besetzung im Jahr 1802 dar.

## Geschichte

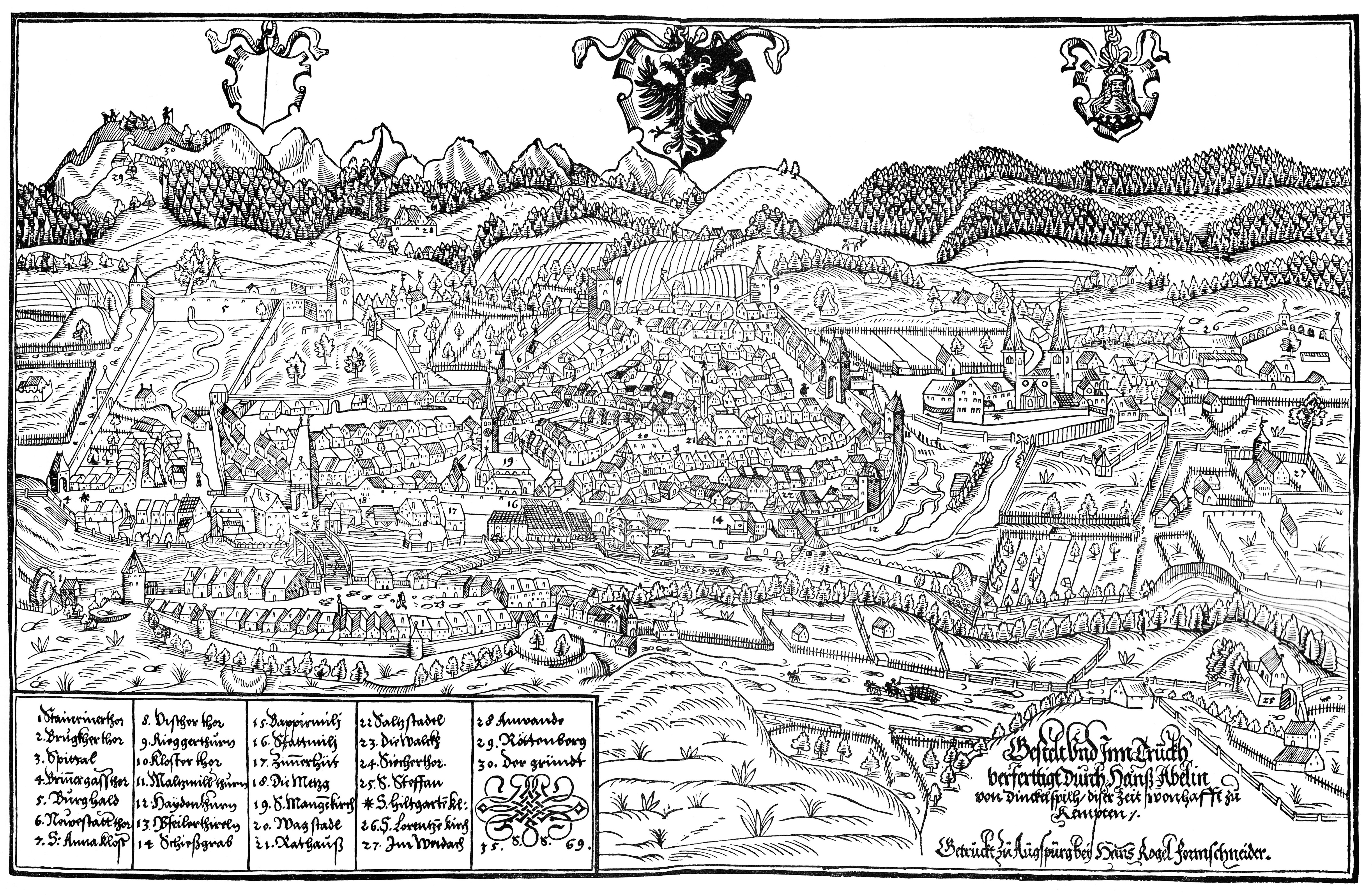
Die ummauerte Reichsstadt Kempten mit dem vor den Mauern liegenden Fürststift (Holzschnitt von 1569)

Ein Privileg König Rudolf von Habsburgs im Jahre 1289 war der erste Schritt der Stadt aus dem Hoheitsbereich des Kemptener Fürstabtes. Privilegien des 14. Jahrhunderts festigten Kemptens Status als Reichsstadt, was durch die Lage inmitten des Herrschaftsgebietes des Fürststifts Kempten zu ständigen Auseinandersetzungen zwischen den Bürgern und dem Fürstabt führte. So nutzten 1363 Kemptener Bürger die alljährliche Einladung des Abtes zum Martinsessen zur Eroberung der Stadtburg auf der Burghalde. Die Reichsstadt wurde in der Folge zwar zum Wiederaufbau der zerstörten Burg verurteilt. Fürstabt Heinrich von Mittelberg (1356–1382) verzichtete allerdings auf die Erfüllung des Urteils und verkaufte die Burg, den Hügel und die zugehörigen Steinbrüche an die Reichsstadt „um des lieben Friedens willen“.
Innerstädtisch war die erste Hälfte des 14. Jahrhunderts von Unruhen geprägt, die im Zusammenhang mit Auseinandersetzungen zwischen den Handwerks-Zünften und der Oberschicht des städtischen Patriziats standen, welches großteils aus ehemaligen kaiserlichen und fürststiftischen Amtmannen entstanden war und die Herrschaft in der Stadt ausführte. Die Handwerkerschaft forderte eine Beteiligung an der Macht und formierte sich in diesem Zusammenhang in acht Zünften, die der Kramer, Bäcker, Metzger, Schneider, Schmiede, Schuhmacher, Gerber und Weber. 1362 wurde erstmals ein Bürgermeister im Vorsitz des Rates erwähnt und in der Folge der vom Abt bestellte Stadtammann auf die Leitung des zwölfköpfigen Stadtgerichts beschränkt. 1379 wurde in einer Übereinkunft mit dem Fürststift die Zunftverfassung betätigt. Wichtigstes Gremium war der zunächst zwölfköpfige, im ausgehenden 15. Jahrhundert jedoch 24 Mitglieder zählende „Kleine Rat“. Er wurde fallweise durch die Zunftmeister bzw. die „Elfer“-Ausschüsse (die „Gemeinde“) der Zünfte verstärkt („Großer Rat“). Das Patriziat schloss sich im Gegenzug 1419 in der zunftähnlichen Organisation der „Müßiggengel“ zusammen, der späteren „Burgerstube“. Neben dieser bestand mit der „Gesellschaft zum Straußen“ ein weiterer Zusammenschluss der reichsstädtischen Oberschicht, der vor allem geselligen Zwecken diente. Sitz der beiden Gesellschaften war das Müßiggengelzunfthaus.
1488 wurde der Stadt von Kaiser Friedrich III. das Recht verliehen, sich durch Ämter selbst zu verwalten. Die Eigenständigkeit verstärkte sich durch die Münzprägeerlaubnis aus dem Jahr 1510 sowie durch die Einführung eines Gerichtswappens mit Gerichtssiegel. Durch das Verhandlungsgeschick des aus einer Patrizierfamilie stammenden Bürgermeisters Gordian Seuter kaufte sich die Stadt während der Bauernkriege 1525 im „Großen Kauf“ vom Fürstabt Sebastian von Breitenstein los, indem die Reichsstadt sämtliche Rechte des Fürststifts innerhalb seiner Stadtmauern erwarb.
Auf dem Reichstag zu Speyer 1529 gehörte dann die Reichsstadt Kempten zu den Unterzeichnern der sogenannten Protestation und geriet so in weitere Konflikte mit dem Fürstabt. Im Jahr 1548 veranlasste Kaiser Karl V. mit dem Augsburger Interim die Abschaffung der alten Zunftverfassungen in den Reichsstädten, welche der kaiserliche Beauftragte Heinrich Has auch in Kempten durch eine neue, patrizisch dominierte Stadtverfassung nach dem Vorbild von Nürnberg ersetzte. Nach einer bereits 1559 erfolgten weiteren Revision der Stadtverfassung standen zwei Bürgermeister an der Spitze, die sich in der Leitung der Geschäfte jährlich abwechselten. Die Vertretung der Bürgerschaft war in drei Gremien organisiert: dem fünfköpfigen „Geheimen Rat“, der die Tagesgeschäfte führte, dem 17 weitere Mitglieder umfassenden „Kleinen Rat“ und der nur fallweise hinzugezogenen „Gemeinde“.
Im Dreißigjährigen Krieg gehörten der katholische Fürstabt und die evangelische Reichsstadt den beiden einander feindlich gesinnten Konfessionsparteien an und unterstützten ihre jeweiligen Bündnispartner bei der Bekämpfung ihres Nachbarn. So wurde das Kloster auf Anstiftung der Reichsstadt 1632 durch die Schweden zerstört; im Jahr darauf eroberteten und verwüsteten kaiserliche und bayerische Truppen die Reichsstadt. Hinzu kamen zwei Pestzüge, so dass die Bevölkerung der Reichsstadt von 6000 Einwohnern vor dem Krieg auf 900 im Jahre 1635 zusammenbrach. Die Reichsstadt konnte auf Dauer den Aufstieg der fürststiftischen Siedlung in Kempten nicht verhindern. Am 19. April 1728 wurde diese Siedlung um die Residenz und die Stiftskirche St. Lorenz durch ein Diplom von Kaiser Karl VI. zu einer eigenständigen Stadt erhoben. Dies bedeutete für die Stiftsstadt zwar das Stadtrecht, aber man verzichtete auf eine bürgerliche Selbstverwaltung.
Durch den Reichsdeputationshauptschluss von 1803 verloren die Reichsstadt und das Fürststift, die beide bereits 1802 von bayerischen Truppen besetzt worden waren, die Reichsfreiheit und fielen an das Kurfürstentum Bayern. 1804 bekam die Stadt einen Verwaltungsrat, der den bisherigen Magistrat ersetzte. Im Jahr 1818 wurden die ehemalige Reichs- und Stiftsstadt vereinigt, die Bürger konnten gemäß der Bayerischen Verfassung von 1818 wieder einen Magistrat wählen.

## Familien
Zu den Patriziern der Reichsstadt Kempten gehörten u. a. die Familien:
- Dorn: Hans Ulrich Dorn war Bürgermeister der Reichsstadt während des Dreißigjährigen Krieges, er war Erbauer des Dorn-Schlössles
- Jenisch (auch Ienisch): bekleideten über mehrere Generationen in der Zeit von 1631 bis 1789 das Amt des Bürgermeisters, im 18. bis 20. Jahrhundert auch in Hamburg tätig
- Kesel: Johann Adam Kesel war von 1764 bis 1773 Bürgermeister der Reichsstadt
- König (auch Kunig): Patrizierfamilie, später in die Adelsmatrikel des Königreichs Bayern eingetragen, Georg Matthias von König war von 1818 bis 1824 der erste Bürgermeister nach der Vereinigung der Reichsstadt und der Stiftsstadt.
- Neubronner: Ulmer Patriziergeschlecht mit einem Kemptener Zweig, die Familie erbaute das Rotschlößle
- Schmelz: Johannes Schmelz war Bürgermeister von Kempten ab 1727 bis 1732
- Seuter (auch Seutter bzw. Seutter von Loetzen): Gordian Seuter kaufte die Stadt 1525 im „Großen Kauf“ vom Fürstabt los; 1548 gaben 2 Brüder Seuter (ab 1559 Seutter von Loetzen) ihr Bürgerrecht in Kempten auf, nahmen daselbst einen Freisitz und zogen sich auf ihre Rittergüter zurück. Erst 1610 verließ ein erster ihrer Nachkommen die Region Kempten.
- Stadtmüller (auch Stattmüller, Stattmiller, Stadtmiller bzw. Stadtmüler): Wolfgang Jakob Stadtmüller war der letzte Bürgermeister der Reichsstadt
- Stenglin: kam im 18. Jahrhundert auch nach Norddeutschland

## Wappen im Siebmacher
Aus Siebmachers Wappenbuch 1605:

Kemptische Adeliche Geschlecht.
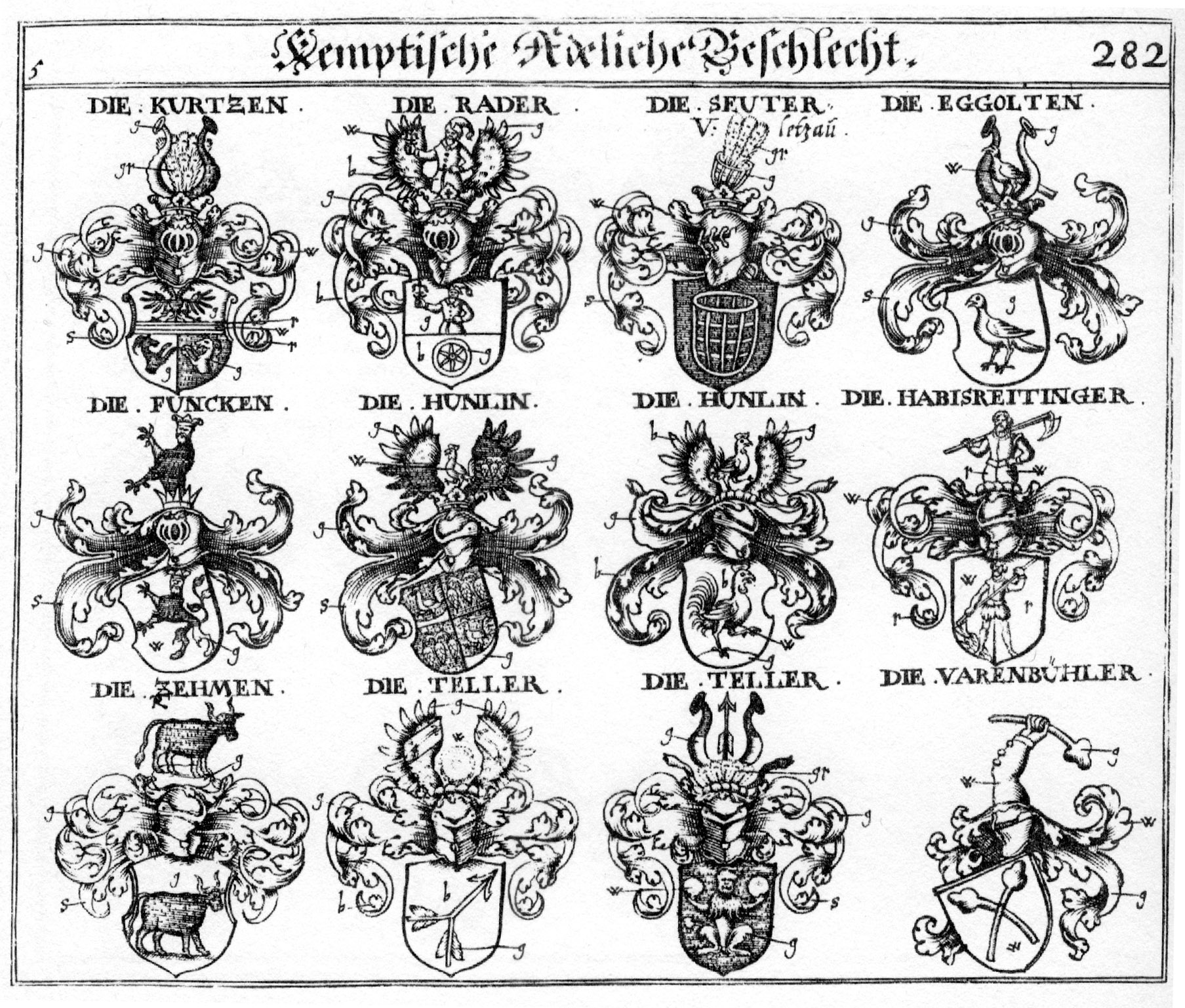
Siebmacher Tafel 282
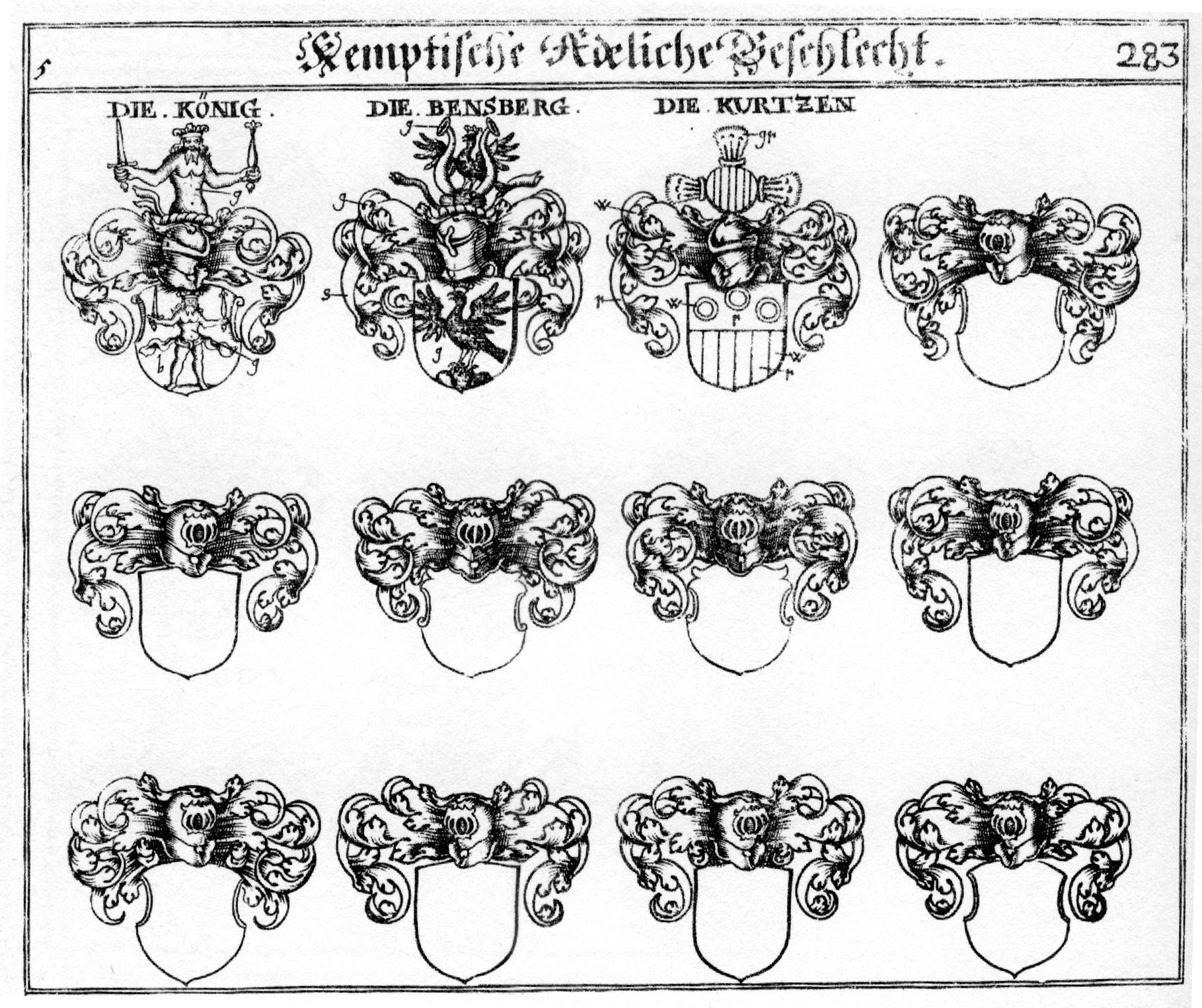
Siebmacher Tafel 283

Kemptische Erbare Patricii und Geschlechter
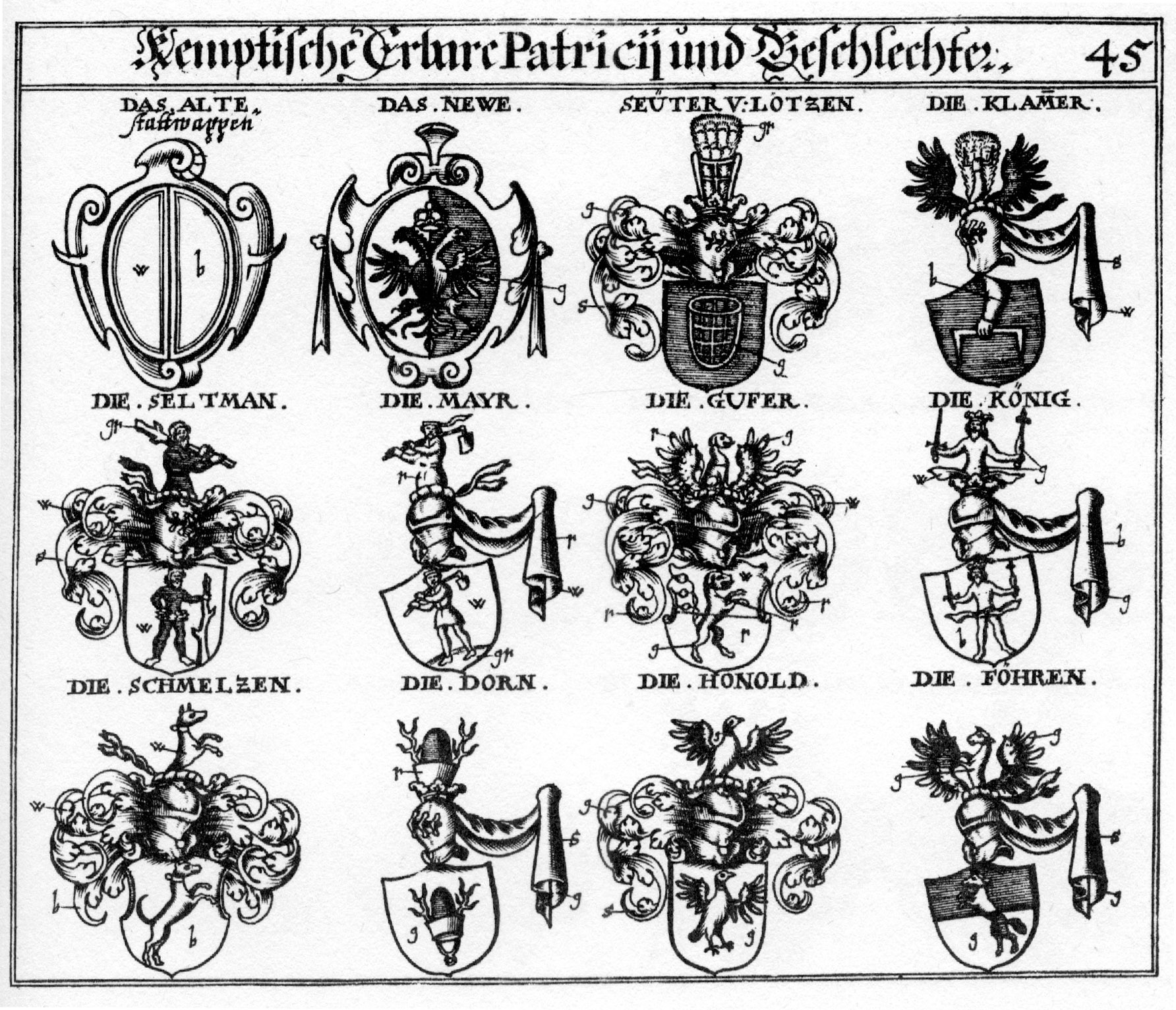
Siebmacher Tafel F45
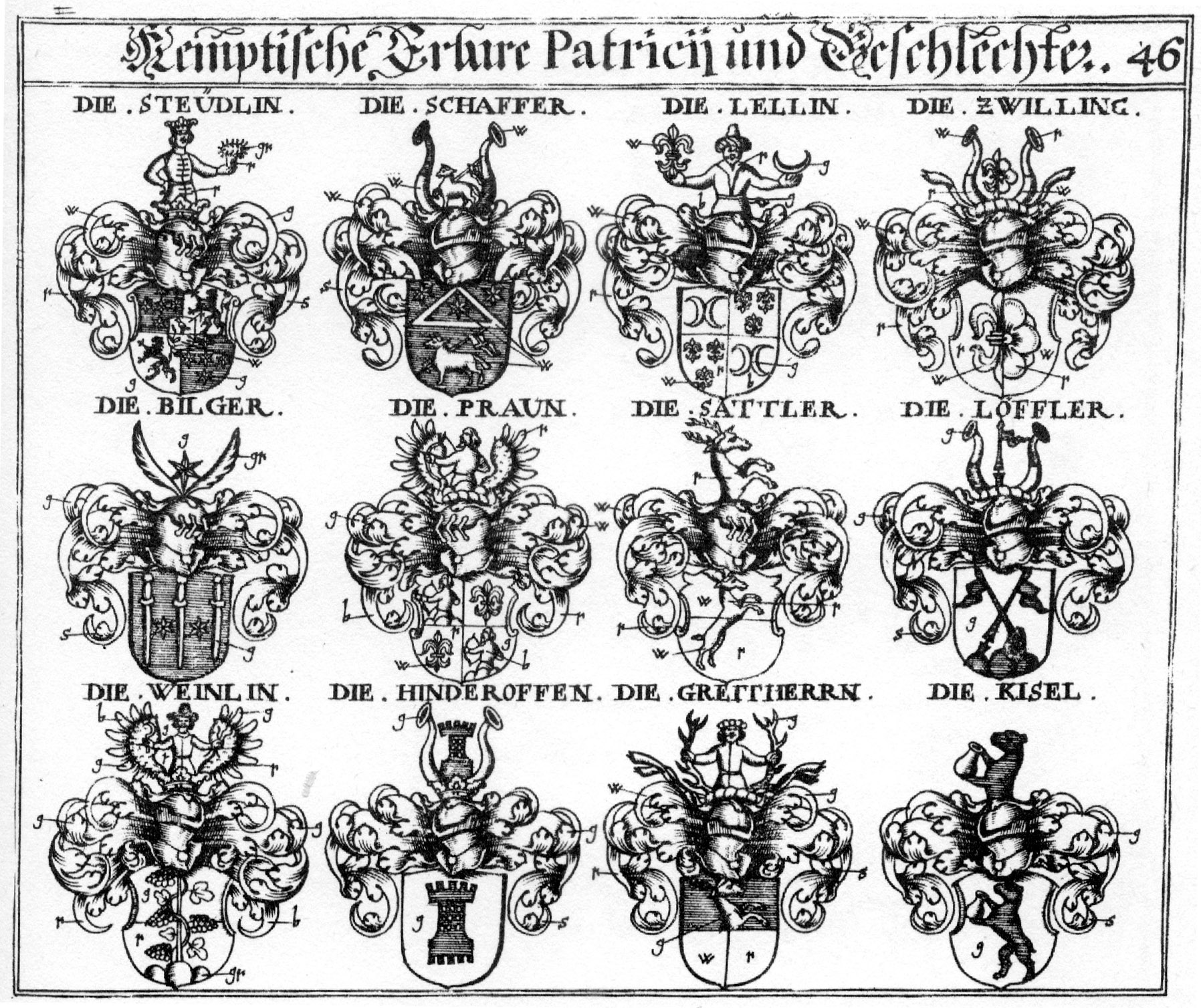
Siebmacher Tafel F46
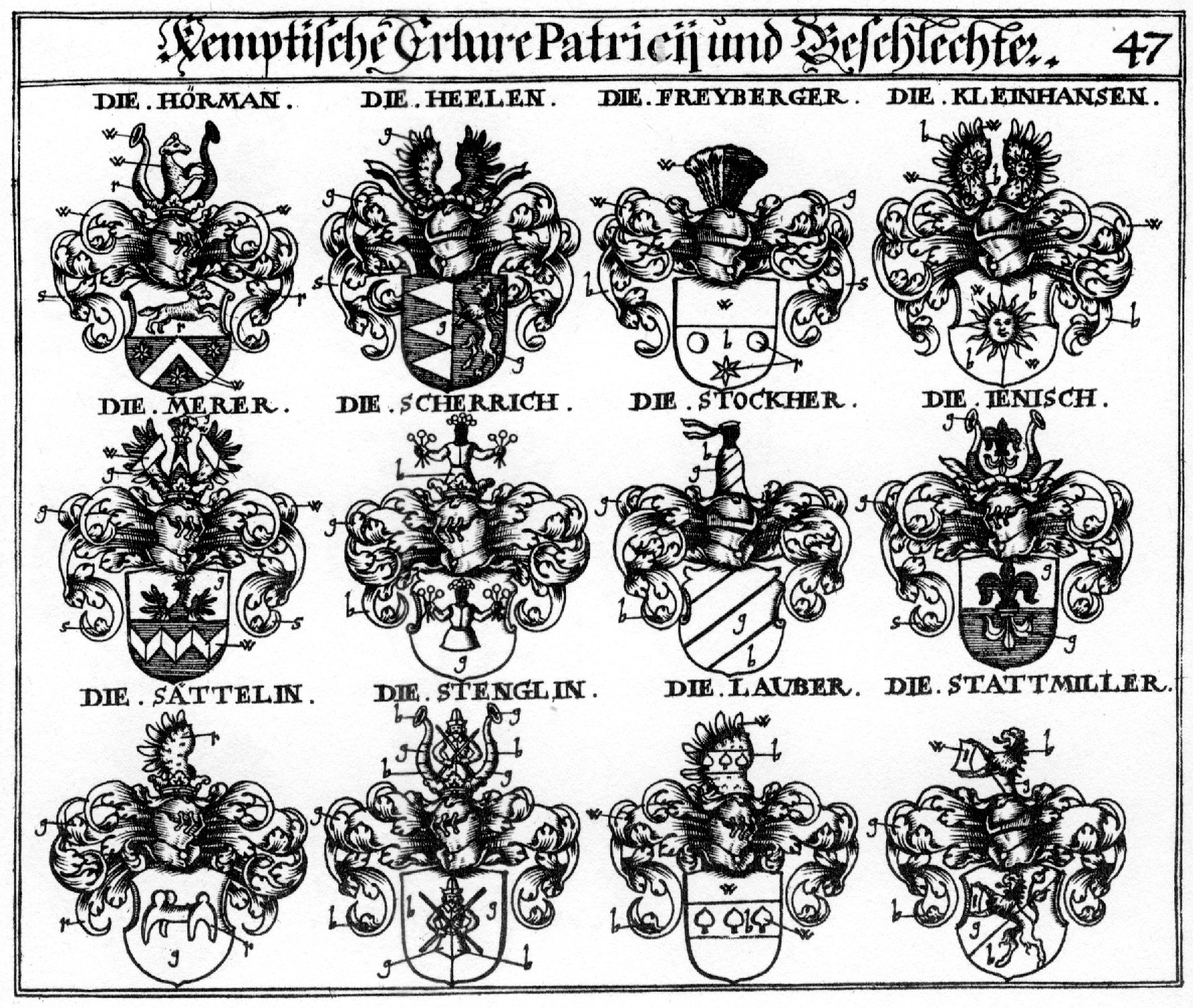
Siebmacher Tafel F47
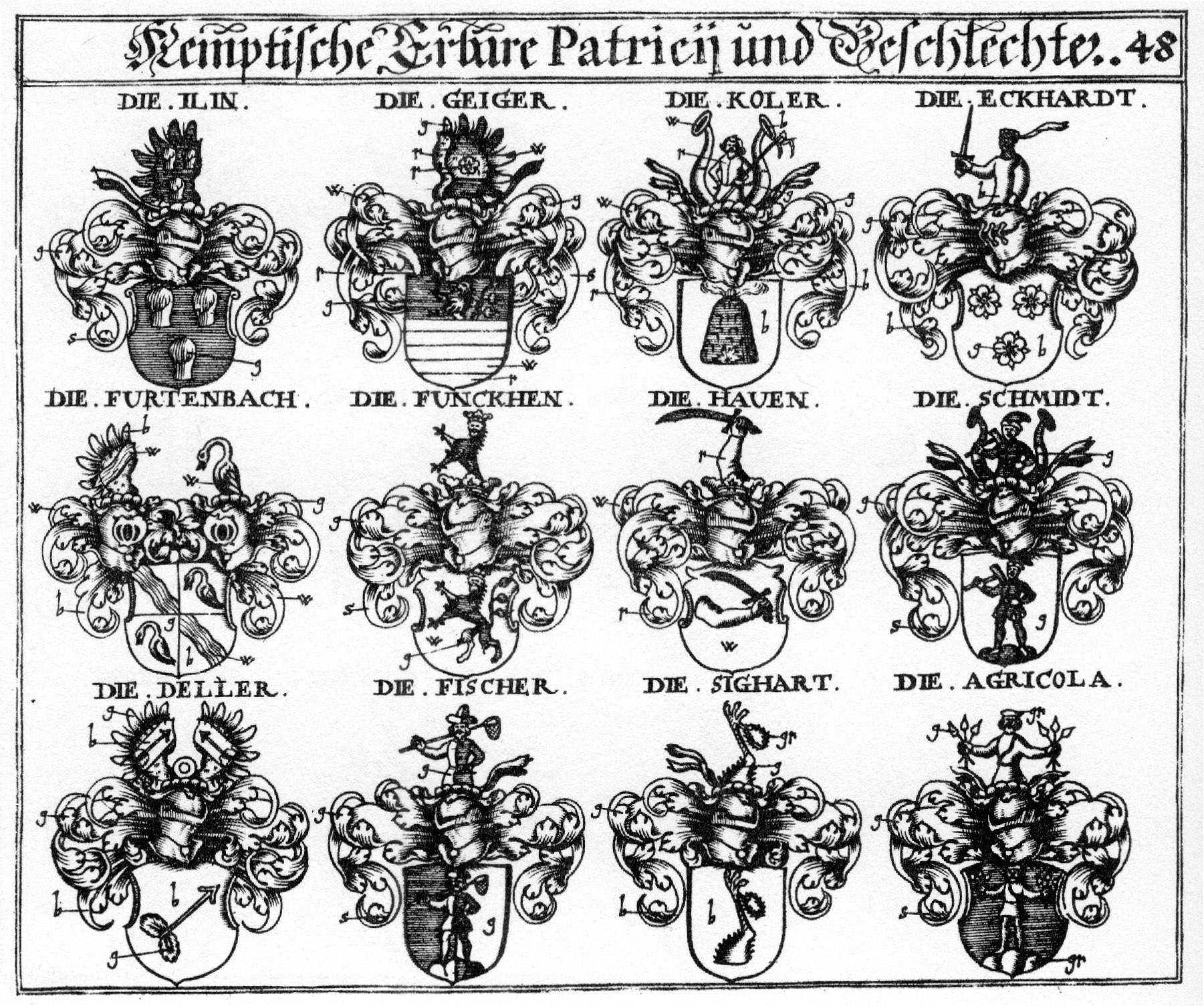
Siebmacher Tafel F48